# Szent István (vértanú)
Szent István (1 körül – 36/40 körül) az első keresztény vértanú, az első hét diakónus egyike. Az ortodox kereszténység a megtisztelő protomártír címmel illeti.

## Élete
Egyike volt a jeruzsálemi keresztény közösség első hét diakónusának, akiket a hívők Kr. u. 36-ban az apostolok segédeivé választottak. A jeruzsálemi görög nyelvű zsinagóga elöljárói a szanhedrin elé állították, és amikor itt is nyíltan hirdette Jézus istenségét, a csőcselék megrohanta, kihurcolta a városból és agyonkövezte. A kapu, amelyen végső útjára indult, Jeruzsálemben ma is az István-kapu nevet viseli.

## Neve alatt fennmaradt iratok
- István apokalipszise

## Galéria

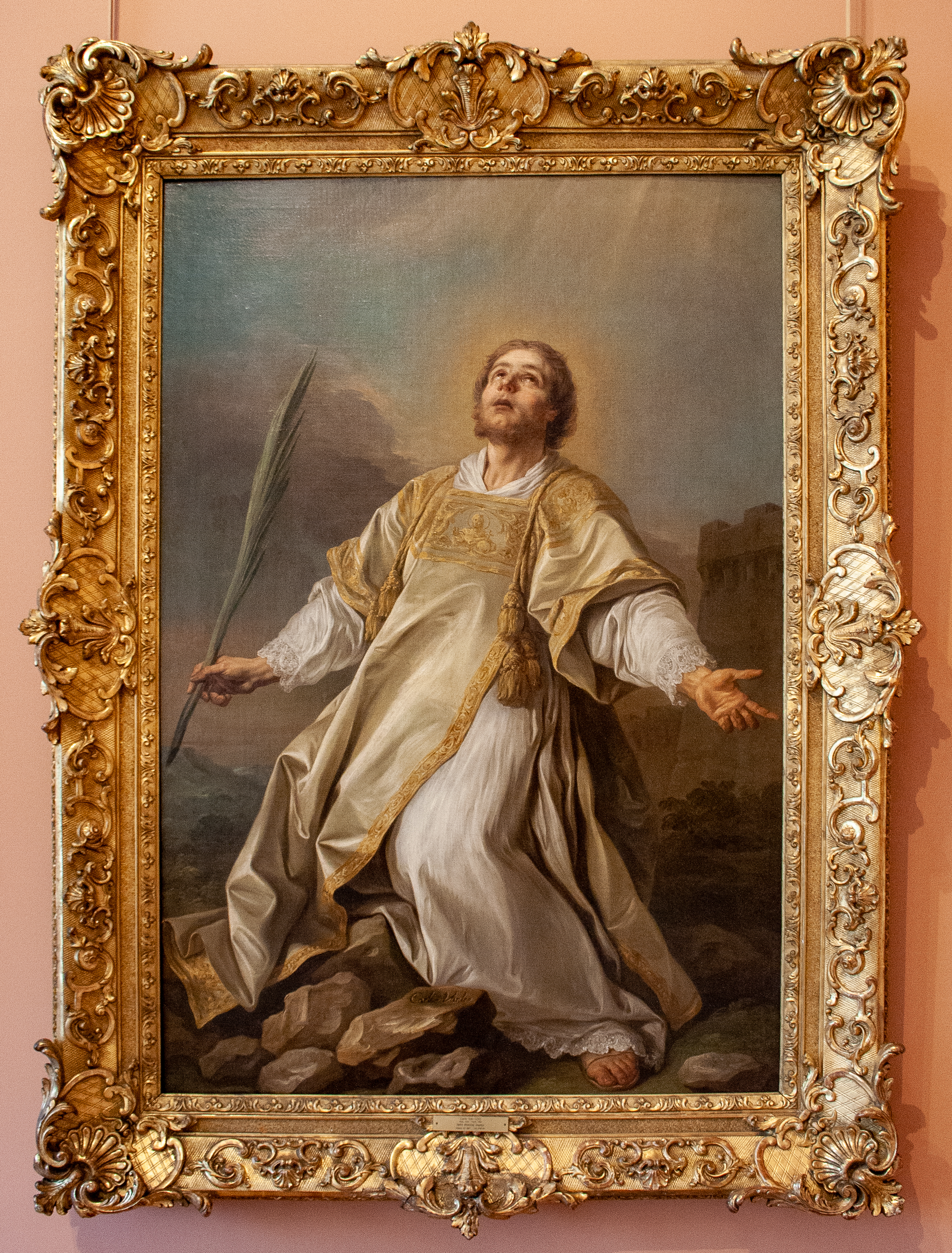
Szent István mártír Charles-André van Loo festményén Valenciennes szépművészeti múzeumában
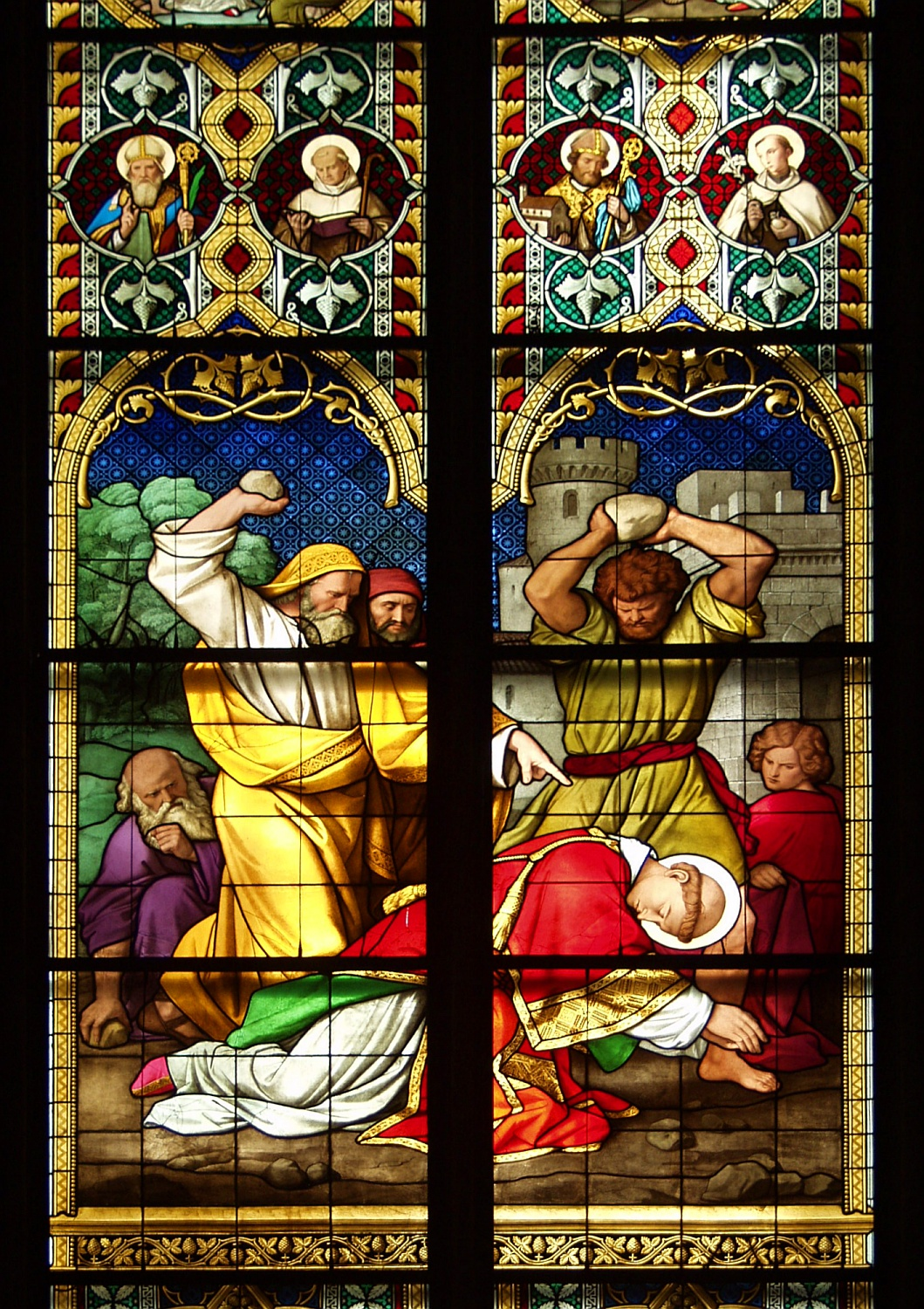
Szent István megkövezése. Jelenet a kölni dóm egyik ablakán
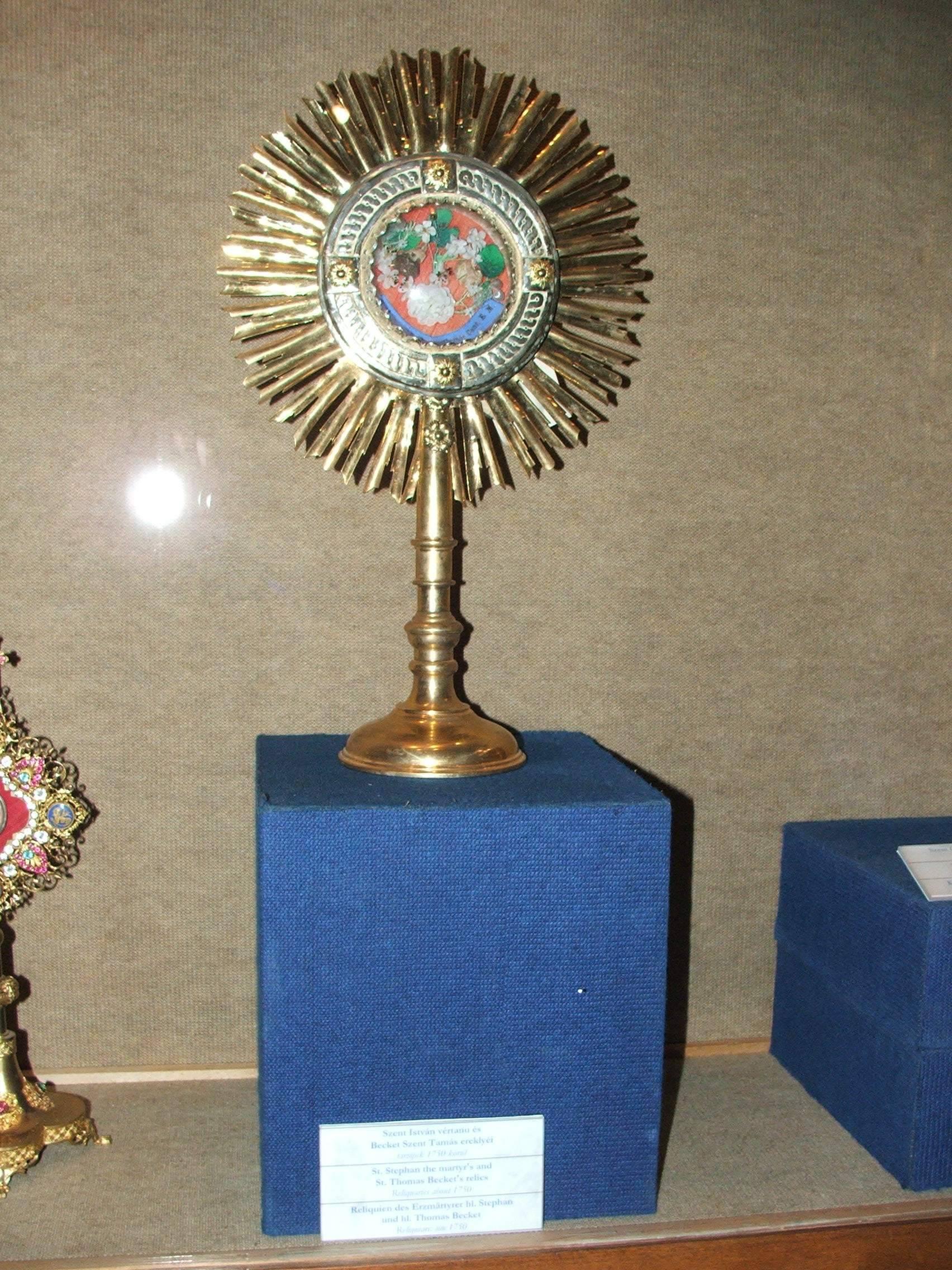
Szent István és Becket Tamás ereklyéi az esztergomi Főszékesegyházi Kincstárban